# Karl Hass
Pour les articles homonymes, voir Hass.
Karl Hass (5 octobre 1912, à Kiel, Allemagne - 21 avril 2004, à Castel Gandolfo, Italie) était un criminel de guerre nazi, impliqué notamment dans le massacre des Fosses ardéatines en Italie. Hauptsturmführer à la fin de la guerre, il fut employé par le Counter Intelligence Corps (CIC) américain en tant qu'espion.

## Biographie
Officier SS et espion, Hass est condamné pour sa participation à un massacre pendant la Seconde Guerre mondiale en Italie.
Le 23 mars 1944, une attaque à la bombe dans la Via Rasella tue 33 soldats allemands. Karl Hass, avec le capitaine Erich Priebke et d'autres officiers prennent en otages 335 hommes ou jeunes garçons italiens, et le jour suivant, les transportent aux Fosses ardéatines en périphérie de Rome. Froidement, Hass, Priebke et leurs soldats assassinent chacun d'entre eux d'une balle dans la tête. Le massacre des Fosses ardéatines est un des massacres les plus notoires dans l'histoire italienne de la Seconde Guerre mondiale. 
Après la guerre, Karl Hass est capturé par les Alliés. Néanmoins, il n'est pas été traduit en justice pour répondre de ses crimes de guerre, mais employé par l'US Army, dans les services de contre-renseignement pour espionner l'Union soviétique. Seul Herbert Kappler est jugé pour le massacre des Fosses ardéatines. 
Au début des années 1990, le capitaine Erich Priebke, qui avait assisté Karl Hass dans les exécutions, est découvert en Argentine par la télévision américaine ; il est par la suite extradé en Italie. En échange de l'immunité, Karl Hass revient en Italie pour témoigner contre son ancien collègue SS.
Cependant, la nuit précédant son témoignage, Hass décide de partir, malgré sa promesse de témoigner, et tente de se sauver de sa chambre d'hôtel. Il se blesse sérieusement après avoir glissé et être tombé du balcon. Admis à l'hôpital, il y donne finalement son témoignage aux fonctionnaires de la cour. 
Karl Hass admet avoir exécuté deux civils mais se  défend en prétendant avoir agi sur ordre. Cette stratégie de défense est invalidée depuis le Procès de Nuremberg (Article 8 des statuts du Tribunal militaire international de Nuremberg).
Sa tentative de fuite entraîne la perte de son immunité légale de poursuite, et il est finalement traduit en justice. Jugé et condamné pour ses crimes, il est condamné à la prison à vie le 7 mars 1998.
En raison de son âge avancé et de sa santé, Hass n'est pas détenu en cellule mais placé en résidence surveillée dans une maison de retraite de Castel Gandolfo, où il est mort en 2004. 